# کومله (سوئد)
شهر کومله (به سوئدی: Kumla) در ناحیه شهری کومله (سوئد) در کشور سوئد واقع شده‌است. جمعیت این شهر ۱۸۰۷٫۹۳  نفر است.

## نگارخانه

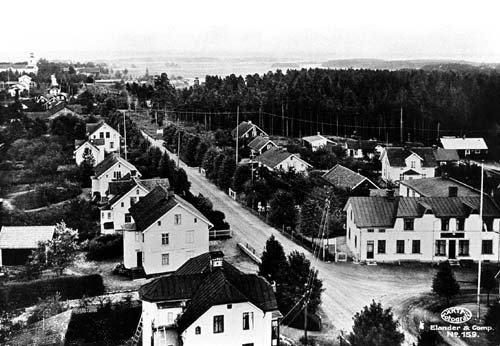
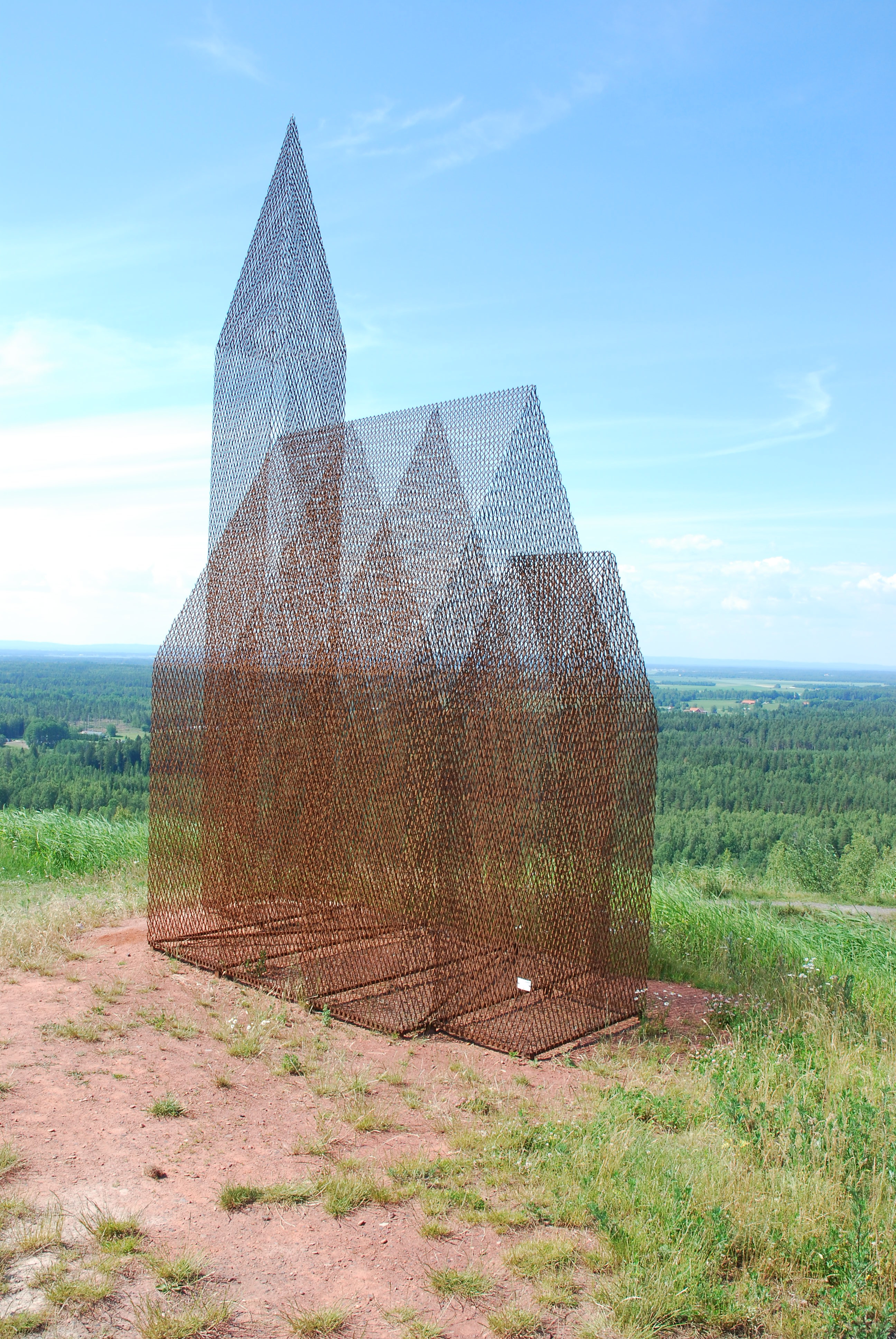
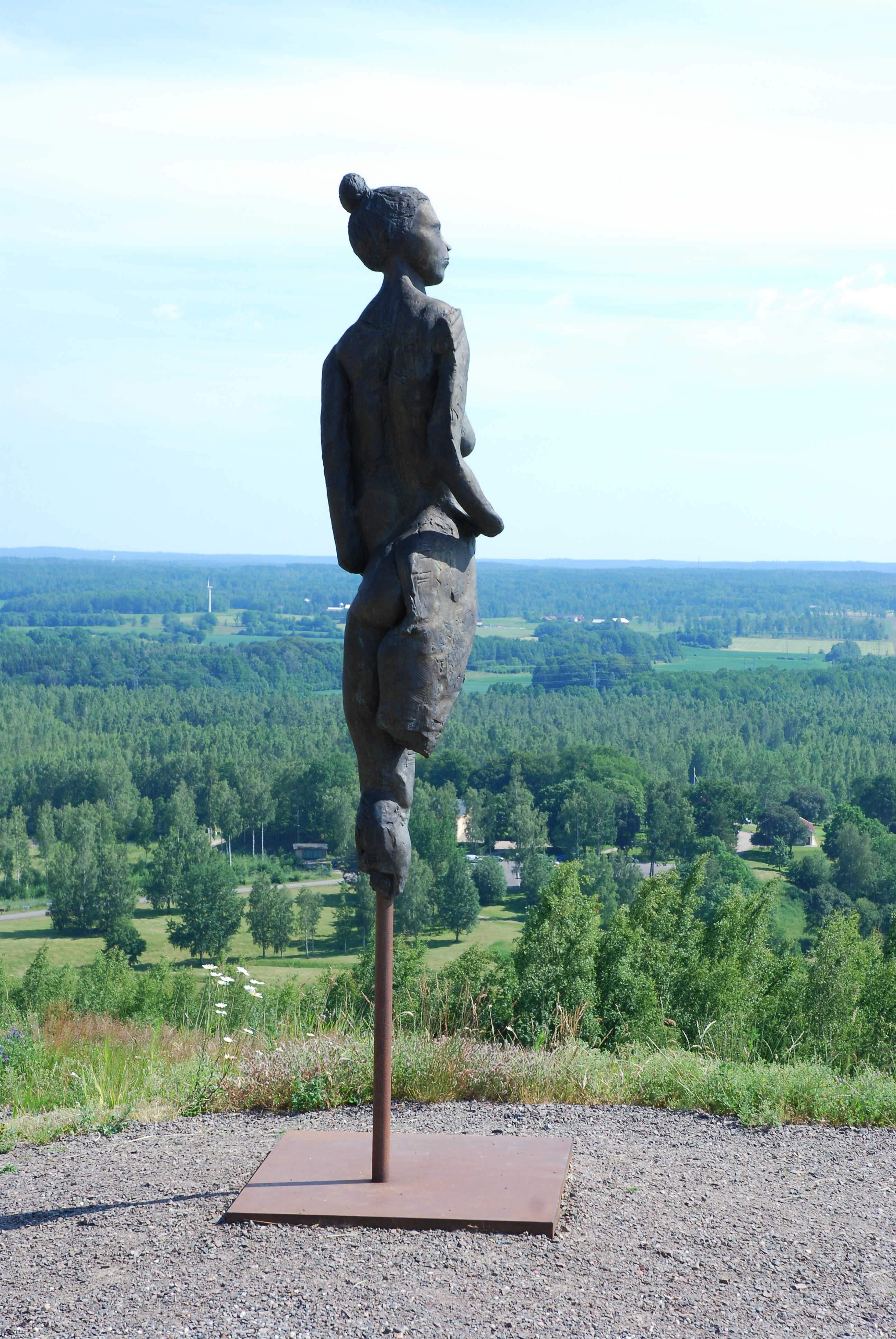